# John Trumbull

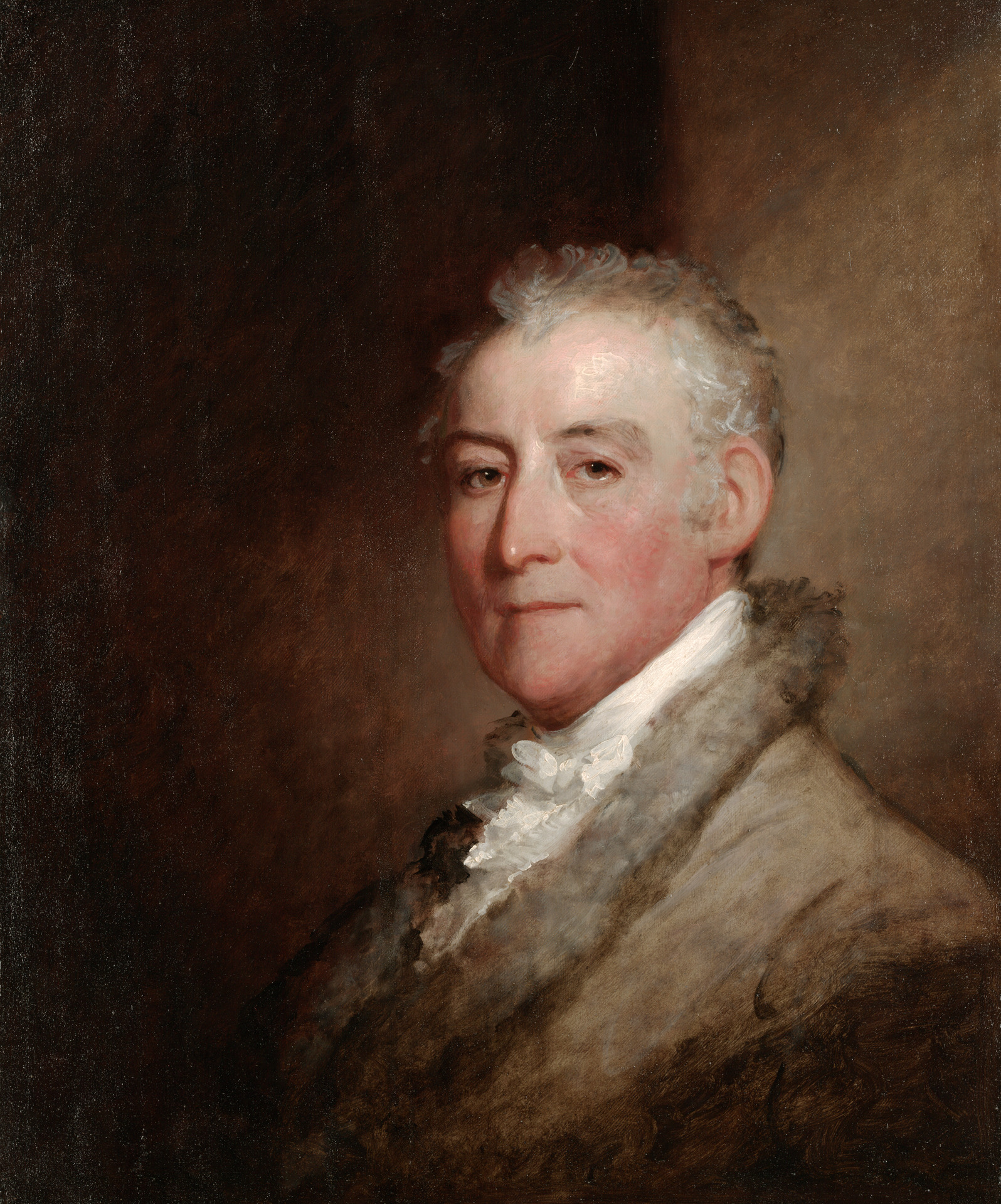
John Trumbull (Gemälde von Gilbert Stuart 1818)

John Trumbull (* 6. Juni 1756 in Lebanon, Colony of Connecticut, damals britische Kolonie, heute USA; † 10. November 1843 in New York City, USA) war ein amerikanischer Maler.

## Leben
Er war 15 Jahre alt, als er ab 1773 die Juniorklasse der Harvard-Universität besuchte. Als Offizier im Amerikanischen Unabhängigkeitskrieg (1775–1783) wurde Trumbull am 17. Juni 1775 Zeuge der Schlacht von Bunker Hill. 1780 ernannte man ihn zum persönlichen Adjutanten des Oberbefehlshabers der amerikanischen Streitkräfte, George Washington. Später reiste er nach London und Paris. Er arbeitete mit Benjamin West zusammen, der ihm vorschlug, kleine Bilder über den Unabhängigkeitskrieg zu malen. Während er in Europa weilte, wurde Trumbull auch eine Zeitlang als Racheaktion wegen der Erhängung eines englischen Agenten in Amerika inhaftiert. West ermunterte ihn auch, Miniaturporträts zu malen. Insgesamt fertigte er über 250 solcher Porträts an. 1791 wurde er in die American Academy of Arts and Sciences gewählt.
John Trumbull trug entscheidend zur Gründung der Yale University Art Gallery im Jahre 1832 bei. Er entwarf auch die Bildergalerie in Yale, welche am 25. Oktober 1832 eröffnet wurde.

## Werk
Trumbull hatte jedoch nur wenig Erfolg, bis ihn der US-Senat beauftragte, vier große Gemälde zu erschaffen, die heute im Kapitol in Washington, D.C. hängen. Er wurde zum Präsidenten der Amerikanischen Akademie der schönen Künste berufen und hatte diese Position für 19 Jahre inne, obwohl er bei den Studenten äußerst unbeliebt war. Zudem ließen seine künstlerischen Fähigkeiten mit der Zeit nach. Letztendlich brachte sein diktatorischer Führungsstil die Studenten dazu, gegen ihn zu rebellieren und die National Academy of Design zu gründen. Im Jahr 1841 veröffentlichte Trumbull eine Autobiografie. 1843 starb er 87-jährig und wurde unter der Kunstgalerie der Yale-Universität in New Haven, Connecticut begraben. Eine Inschrift auf seiner Grabstätte lautet „Er gab seinem Land sein SCHWERT und seinen BLEISTIFT.“

## Gemälde (Auswahl)

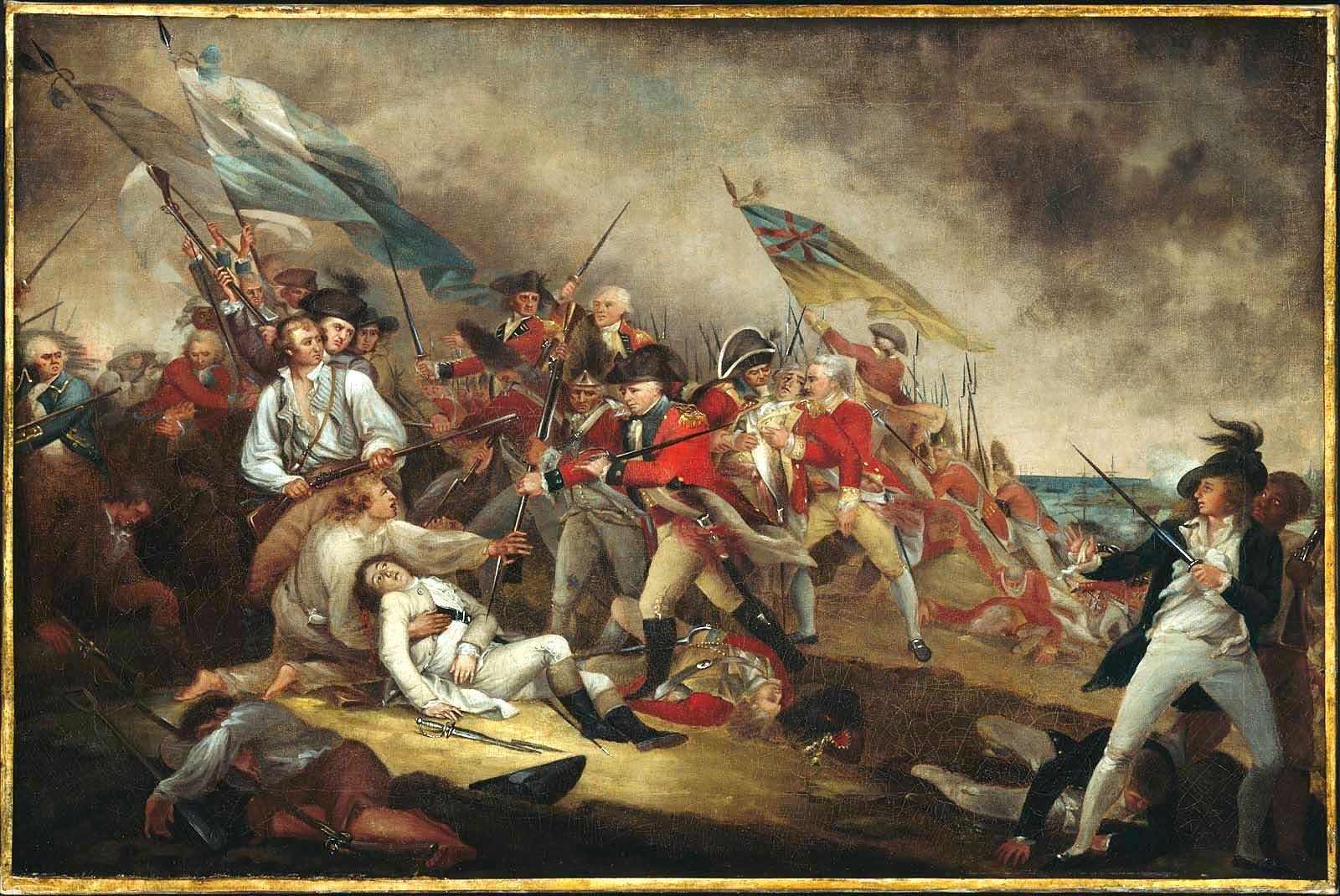
Der Tod von General Warren in der Schlacht von Bunker Hill.
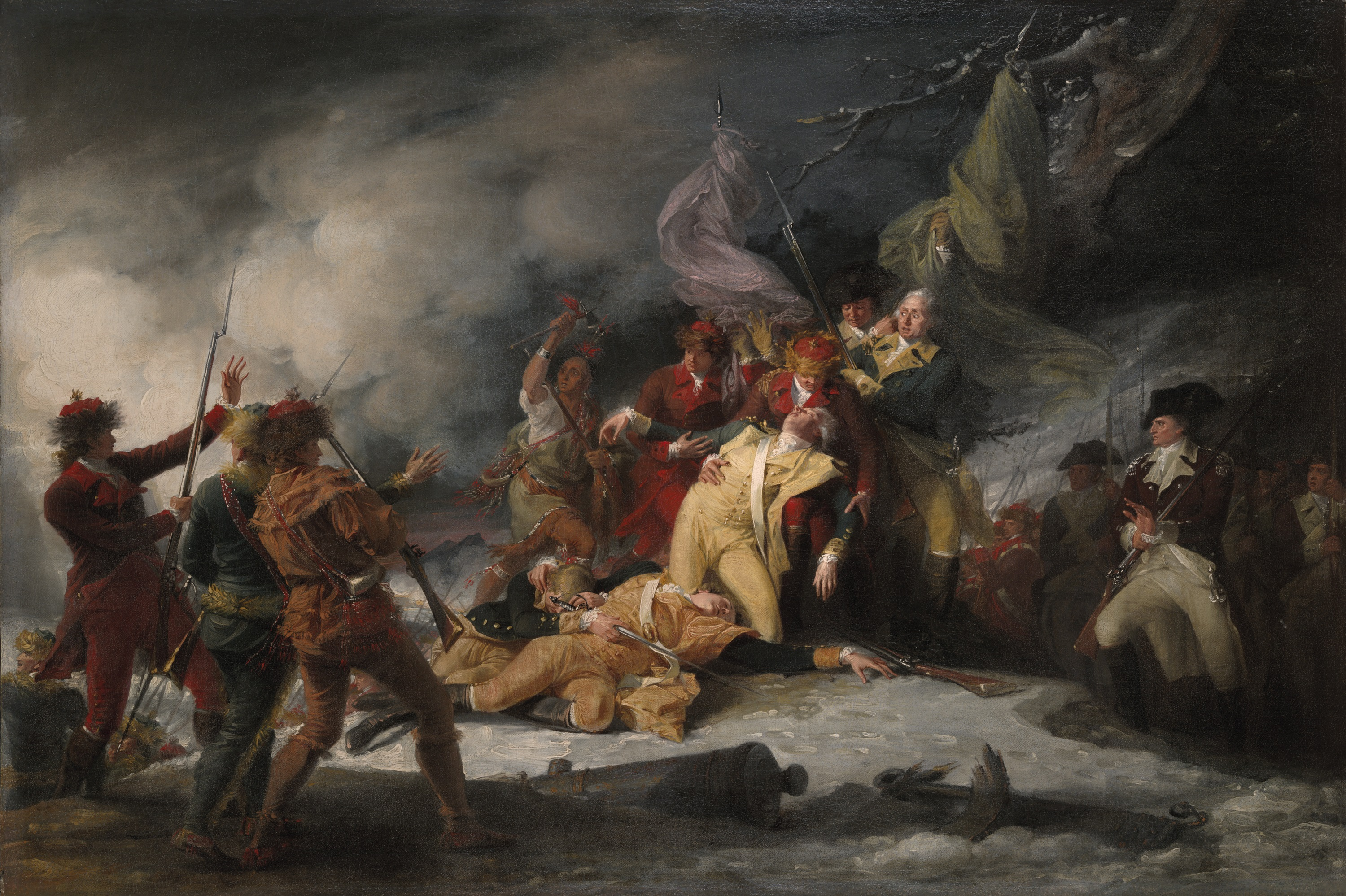
Der Tod von General Montgomery bei Quebec.
Declaration of Independence (Die Unabhängigkeitserklärung)
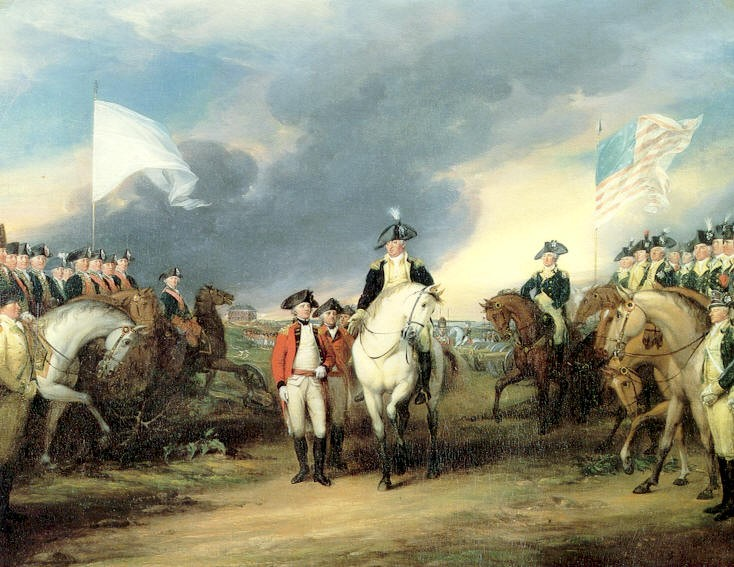
Die Kapitulation von Lord Cornwallis bei Yorktown.